# Liste der türkischen Botschafter in Brasilien
Liste der türkischen Botschafter in Brasilien
Die Botschaft befindet sich in Brasília.
| Ernannt / Akkreditiert: | Botschafter         | Bemerkungen                           | Regierung in der Türkei | Regierung in Brasilien               | Posten verlassen |
| ----------------------- | ------------------- | ------------------------------------- | ----------------------- | ------------------------------------ | ---------------- |
| 18. Juli 1929           | Saki Türkgeldi      |                                       | Ali Fethi Bey           | Washington Luís Pereira de Sousa     | 7. Dez. 1931     |
| 24. März 1938           | Tahsin Mayatepek    | 1935–1938 Botschafter in Mexiko-Stadt | Celâl Bayar             | Getúlio Vargas                       | 2. Juli 1938     |
| 27. Feb. 1944           | Bedri Tahir Şaman   |                                       | Ahmet Fikri Tüzer       | Getúlio Vargas                       | 20. März 1946    |
| 20. März 1946           | İlhami Müren        |                                       | Recep Peker             | Eurico Gaspar Dutra                  | 4. Feb. 1947     |
| 5. Feb. 1947            | Hüsrev Gerede       |                                       | Hasan Saka              | Eurico Gaspar Dutra                  | 19. Juli 1949    |
| 23. Aug. 1949           | Mehmet Fuat Carım   |                                       | Şemsettin Günaltay      | Eurico Gaspar Dutra                  | 13. Juli 1957    |
| 28. Dez. 1957           | Şefkati İstinyeli   |                                       | Adnan Menderes          | Juscelino Kubitschek                 | 6. Sep. 1960     |
| 7. Sep. 1960            | Ekrem Gökşin        |                                       | Cemal Gürsel            | Juscelino Kubitschek                 | 10. Mai 1963     |
| 11. Mai 1963            | Savlet Aktuğ        |                                       | İsmet İnönü             | João Goulart                         | 31. Jan. 1964    |
| 31. Jan. 1964           | Mehmet Osman Dostel |                                       | İsmet İnönü             | João Goulart                         | 11. Jan. 1966    |
| 11. Jan. 1966           | Savlet Aktuğ        |                                       | Suad Hayri Ürgüplü      | Humberto Castelo Branco              | 10. Feb. 1968    |
| 11. Feb. 1968           | Şinasi Orel         |                                       | Suad Hayri Ürgüplü      | Artur da Costa e Silva               | 1. Nov. 1970     |
| 1. Dez. 1970            | Vecdi Türel         |                                       | Suad Hayri Ürgüplü      | Emílio Garrastazu Médici             | 1. Nov. 1972     |
| 1. Dez. 1972            | Veysel Versan       |                                       | Ferit Melen             | Emílio Garrastazu Médici             | 21. Sep. 1976    |
| 1. Okt. 1976            | Berduk Olgaçay      |                                       | Süleyman Demirel        | Ernesto Geisel                       | 12. Juli 1978    |
| 1. Sep. 1978            | Semih Akbil         |                                       | Mustafa Bülent Ecevit   | Ernesto Geisel                       | 1. Juni 1979     |
| 1. Nov. 1979            | Yalçın Kurtbay      |                                       | Süleyman Demirel        | João Baptista de Oliveira Figueiredo | 1. Sep. 1983     |
| 28. Sep. 1983           | Yıldırım Keskin     |                                       | Turgut Özal             | João Baptista de Oliveira Figueiredo | 22. Nov. 1985    |
| 26. Nov. 1985           | Metin Kuştaloğlu    |                                       | Turgut Özal             | José Sarney                          | 15. Nov. 1989    |
| 1. Dez. 1989            | Ergun Sav           |                                       | Yıldırım Akbulut        | José Sarney                          | 19. Nov. 1991    |
| 4. Dez. 1991            | Tahsin Tarlan       |                                       | Ahmet Mesut Yılmaz      | Fernando Collor de Mello             | 1. Jan. 1996     |
| 1. Jan. 1996            | Doğan Alpan         |                                       | Necmettin Erbakan       | Fernando Henrique Cardoso            | 11. Nov. 2000    |
| 14. Nov. 2000           | Sevinç Dalyanoğlu   |                                       | Bülent Ecevit           | Fernando Henrique Cardoso            | 17. Dez. 2004    |
| 27. Dez. 2004           | Ahmet Gürkan        |                                       | Recep Tayyip Erdoğan    | Luiz Inácio Lula da Silva            | 28. Juni 2009    |
| 17. Aug. 2009           | Ersin Erçin         |                                       | Recep Tayyip Erdoğan    | Luiz Inácio Lula da Silva            | 1. Dez. 2013     |
| 1. Dez. 2013            | Hüseyin Diriöz      |                                       | Recep Tayyip Erdoğan    | Dilma Rousseff                       | 14. März 2014    |
| 14. März 2014           | Hüseyin Diriöz      |                                       | Recep Tayyip Erdoğan    | Dilma Rousseff                       |                  |